# Erich Constein

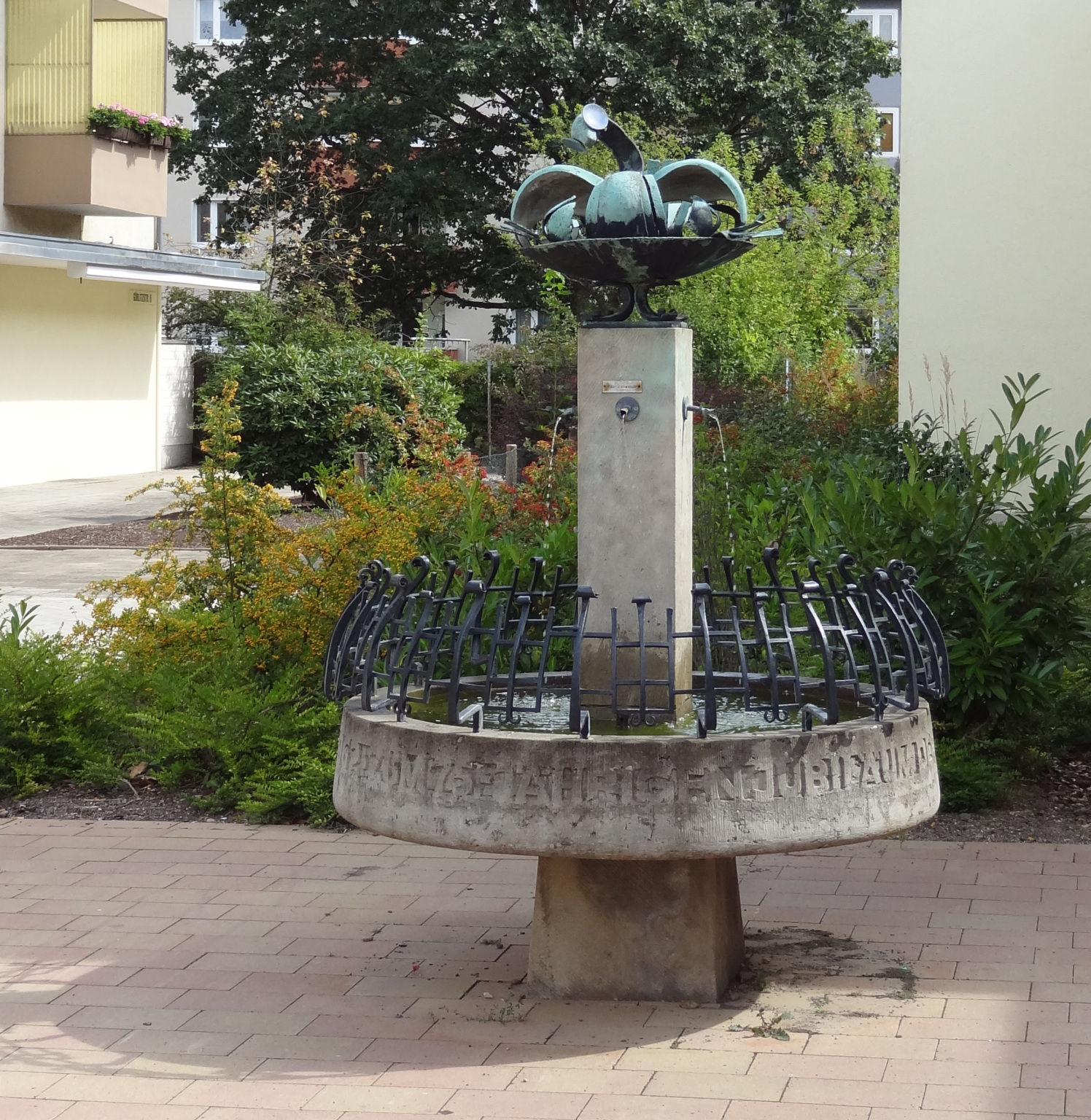
„Schwanennest mit Jungen“, aus den 1960er Jahren

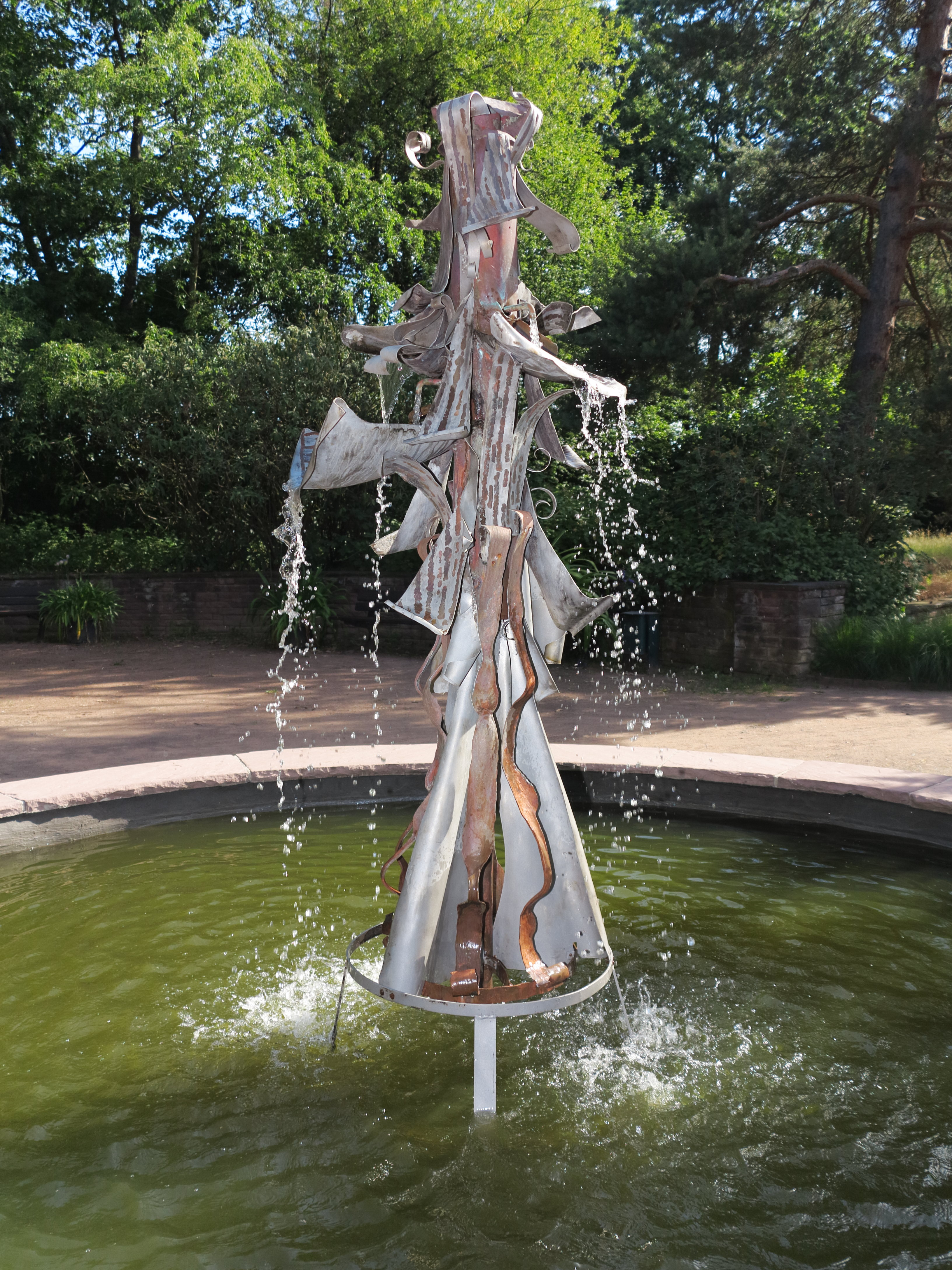
Der 1971 entstandene „Märchenbrunnen“ nach seiner Sanierung 2020.

Erich Constein (* 24. Juni 1912 in Torgau; † 14. Juni 1991 in Braunschweig) war ein deutscher Maler, Bildhauer und Grafiker.

## Leben und Werk
Bis 1923 besuchte Constein Schulen in Wongrowitz (Provinz Posen), in Fürstenberg und in Frankfurt an der Oder, von 1924 bis 1930 war er auf einem Gymnasium in Bad Harzburg. Zwischen 1930 und 1934 studierte er an der Kunst-Gewerbeschule Braunschweig (der heutigen HKB) u. a. bei Günther Clausen.
1933 trat Constein dem Nationalsozialistischen Deutschen Studentenbund (NSDStB) bei und in die SA ein. Als SA-Sturmführer war er der Leiter der nationalsozialistischen Aktion zur Bücherverbrennung am 19. Mai 1933 in Kassel. 1934 brach er sein Kunststudium ab und leistete freiwilligen Militärdienst, gefolgt von verschiedenen Anstellungen, z. B. zwischen 1935 und 1939 als Grafiker.
Zwischen 1939 und 1945 nahm Constein als Soldat der Wehrmacht am Zweiten Weltkrieg teil: Zwischen 1939 und 1941 am Westwall und in Frankreich und anschließend bis Kriegsende am sogenannten „Ostfeldzug“.
Im Jahr 1955 kehrte Constein aus zehnjähriger sowjetischer Kriegsgefangenschaft nach Deutschland zurück. Nach verschiedenen Stationen ließ er sich mit Frau und Stieftochter in Braunschweig nieder, wo er zunächst als Grafiker für die Braunschweiger Baugenossenschaft (BBG) tätig war und u. a. deren Logo entwarf.
Ab 1957 arbeitete Constein als freier Künstler und nahm mit Gemälden und Grafiken an zahlreichen Ausstellungen des Bundesverbandes Bildender Künstlerinnen und Künstler (BBK) teil. Er schuf auch Plastiken, so z. B. 1966 das „Schwanennest mit Jungen“, ein Brunnen für ein Einkaufszentrum im Braunschweiger Stadtteil Melverode. Der Brunnen besteht aus einer Schale aus Naturstein, in deren Mitte sich eine Stele befindet, auf der ein auf Kupfer getriebener Schwan mit seinen Jungen im Nest sitzt. 1971 schuf Constein für den Schul- und Bürgergarten am Dowesee den „Märchenbrunnen“, der vollständig aus Metallschrott besteht.
Das Städtische Museum Braunschweig widmete ihm 1982 eine Ausstellung.